# 周文矩
周文矩（约907年—975年），句容（今江蘇句容縣）人，五代十國時南唐的宮廷畫家。南唐李昪異元年間（937—943），已在宮中作畫。後主李煜（961—975年）朝任翰林待詔，擅人物仕女[1]，多以宮廷貴族或文士生活為題材，兼畫山水、屋木、佛道。繪畫風格接近唐代畫家周昉而更纖麗，多用顫動的「顫筆」畫衣紋，線條挺健又略帶抖動和頓挫。宋人稱其「用筆深遠，於繁富則尤工」。

## 作品
存世作品多為摹本：
《宮中圖》
《蘇武李陵逢聚圖》
《重屏會棋圖》
《琉璃堂人物圖》
《太真上馬圖》
《七賢過關圖》，藏於國立故宮博物院
《明皇會棋圖》，藏於國立故宮博物院
《按樂圖》，藏於國立故宮博物院
《仙姬文會圖》，藏於國立故宮博物院
《荷亭奕釣仕女圖》，藏於國立故宮博物院
- 文苑图，现藏于北京故宫博物院，上有宋徽宗题“韩滉文苑图”字樣，徐邦达以題字為真[3]，但按故宫博物院的説法題字為偽款[4]。
- 重屏会棋图，[5]现藏于北京故宫博物院
- 宫中图（局部）